# Neuvilly-en-Argonne
Neuvilly-en-Argonne település Franciaországban, Meuse megyében. Lakosainak száma 227 fő (2022. január 1.). Neuvilly-en-Argonne Aubréville, Boureuilles, Le Claon, Clermont-en-Argonne és Lachalade községekkel határos.

## Népesség
A település népességének változása:
| Lakosok száma | 270  | 214  | 200  | 204  | 219  | 220  | 216  | 216  | 216  | 227  |
|               | 1968 | 1982 | 1990 | 2006 | 2013 | 2015 | 2017 | 2019 | 2020 | 2022 |